# ان‌جی‌سی ۳۶۰۳
ان‌جی‌سی۳۶۰۳ یک سحابی است که در بازوی کارینا-قوس راه شیری و در حدود ۲۰۰۰۰ سال نوری از منظومه شمسی فاصله دارد. این یک منطقه عظیم HII است که دارای یک خوشه ستاره‌ای باز بسیار جمع و جور (احتمالاً یک خوشه فوق ستاره) اچ‌دی ۹۷۹۵۰ است.